# Athertonbusksmyg
Athertonbusksmyg (Sericornis keri) är en fågel i familjen taggnäbbar inom ordningen tättingar.

## Utbredning och systematik
Fågeln förekommer i nordöstra Queensland (Windsor Tableland till Paluma Range). Den behandlas som monotypisk, det vill säga att den inte delas in i några underarter.

## Status
IUCN kategoriserar arten som livskraftig.